# Banca de Credit Român

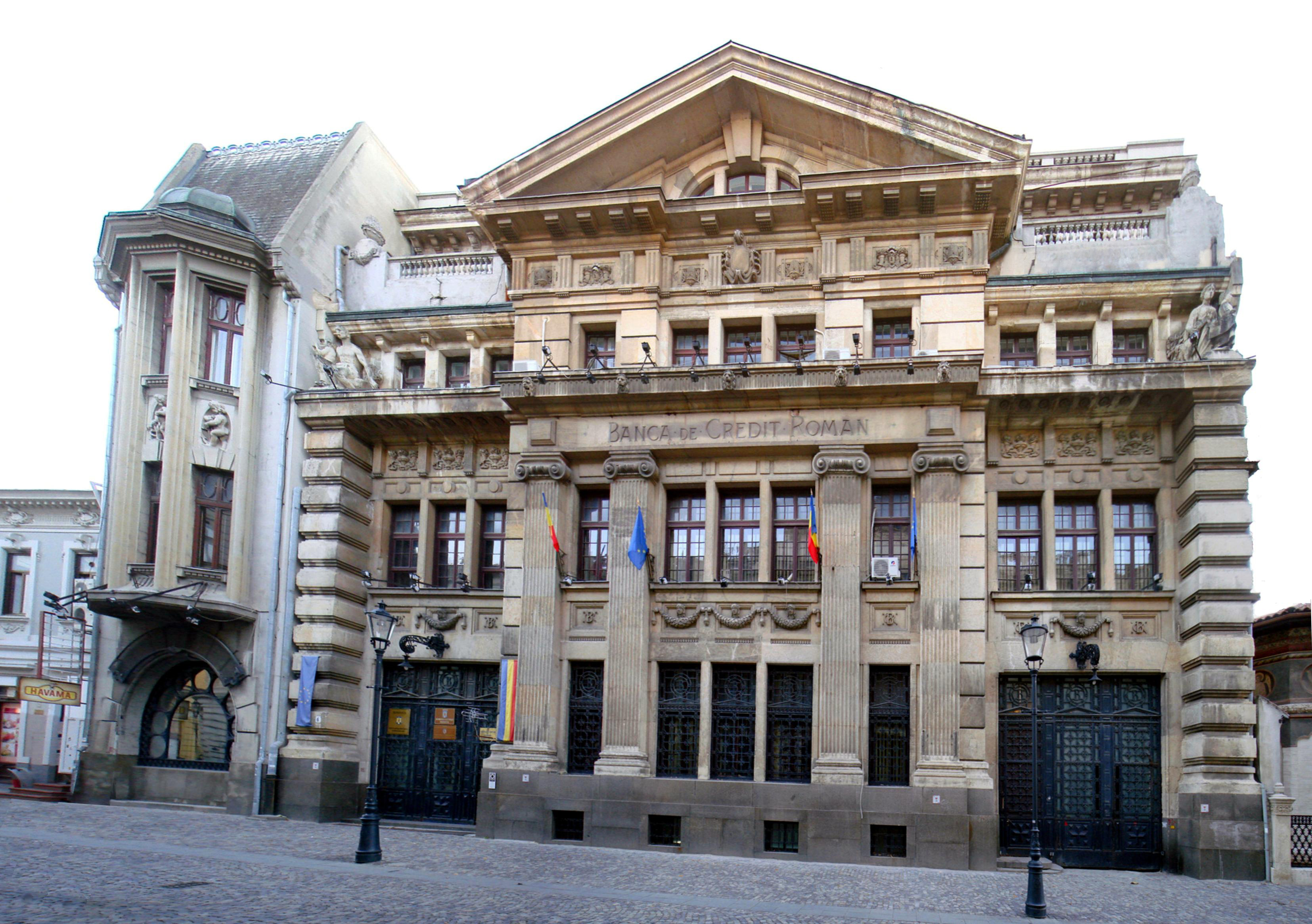
Banca de Credit Român
Str. Stavropoleos nr. 6-8

Banca de Credit Român, din București, a fost fondată în 1888. A avut de la început filiale în Brăila și la Constanța.
În primii ani, a funcționat într-o clădire din Str. Doamnei la nr. 12, în vecinătatea tipografiei F. Göbl și a Bisericii Bulgare Sf. Ilie Proorocul, care se află pe Str. Doamnei nr. 18, Sectorul 3.
În 1911, când Fabrica de bere Luther (cumpărată din 1905 de frații Czell, devenită după naționalizare Fabrica de bere Grivița) s-a transformat in societate anonimă Banca de Credit a cumpărat un pachet mare de acțiuni, devenind acționar principal.
Între anii 1911-1913, banca și-a construit un nou sediu, pe Str. Stavropoleos nr. 6-8, lipit de gardul Bisericii Stavropoleos, pe locul a două clădiri. Erau un imobil cu balcon și cu o sală de biliard, alipit de Cafeneaua și restaurantul "La Brener", care avea în spate o grădină în care, pe la 1870, grecii arendași și proprietarii de terenuri agricole jucau la amiază cărți pe sume mari ("stos"), conform tradiției.
Noul sediu, un adevărat palat, a fost construit după planurile a doi arhitecți, și anume Oskar Maugsch (care a mai proiectat Palatul Băncii de Scont din Str. Lipscani colț cu Str. Eugeniu Carada [1903], Palatul Societății Generale de Asigurări de vizavi de Universitate [1906], Casa Ollănescu din Bd Dacia 87 [1910] devenită în 1936 Institutul Francez ș.a.) și Ernst Gotthilf (care a proiectat edificii în Viena dar și în Timișoara). Sculpturile de pe fațada clădirii sunt realizare de Frederic Storck.
O decizie a Ministerului de Justiție, datată 17 decembrie 1919 a fost publicată în „Monitorul Oficial" din 29 februarie 1920. Aceasta stipula că „se vor lichida toate acțiunile și părțile de fondator din capitalul Băncii de Credit Român aparținând supușilor țărilor inamice la data de 14 august 1916, precum și acelea dobândite de asemenea supuși după această dată”.
Banca de Credit și-a continuat politica, astfel că în 1918 a cumpărat masiv acțiuni la Uzinele Vulcan iar în 1921 a achiziționat participații la Casa Capșa devenită și ea societate anonimă. Datorită politicii de a percepe comisioane moderate și garanții ferme, Banca de Credit Român a reușit să depășească în bune condiții de Marea criză economică din anii 1929-1933, fără a intra în faliment sau a fi nevoită să fuzioneze cu alte bănci, așa încât în anii '40 se număra încă printre cele mai puternice bănci românești și avea sucursale în orașele Bălți, Brăila, Brașov, Cernăuți, Constanța, Galați, Iași, Oradea și Timișoara.
În 1944, conducerea Băncii de Credit Român a fost asigurată de Grigore P. Carp - președinte și administrator delegat al consiliului de administrație, Ervin Antonescu - vicepreședinte și administrator-delegat. Prin politicile aplicate de ei, Banca de Credit Român S.A. a reușit să fie una dintre marile bănci comerciale care au operat în timpul celui de-al Doilea Război Mondial. În această perioadă, resursele atrase, provenite din depuneri spre fructificare și conturi curente creditoare, depășeau de peste 15 ori fondurile proprii. Plasamentele, în proporție de aproape 50%, erau menținute în disponibilități și efecte publice ușor de mobilizat, restul, de 50%, fiind împrumuturi pe garanții și participații.
După august 1944, directorul Băncii de Credit Român din București a fost Samoil Teodoru, până în iunie 1948, când a fost arestat pentru speculă valutară.
După naționalizarea din 1948, în sediul băncii au funcționat diferite instituții de stat, între care și Institutul Național de Statistică.
Victor Bădulescu (n. 1892), licențiat în Economie și Drept la Paris, fost director al Băncii de Credit Român, a participat, la Națiunile Unite, la negocierile financiare și comerciale legate de plata datoriilor României de după al Doilea Război Mondial. Ulterior, a fost arestat și trimis la închisoarea Sighet, unde a murit în decembrie 1953 sau ianuarie 1954.